# 2957 Tatsuo
A 2957 Tatsuo (ideiglenes jelöléssel 1934 CB1) a Naprendszer kisbolygóövében található aszteroida. Karl Wilhelm Reinmuth fedezte fel 1934. február 5-én.